# Col·legi dels Pares Escolapis (Moià)
El Col·legi dels Pares Escolapis és un edifici de Moià (Moianès) inclòs a l'Inventari del Patrimoni Arquitectònic de Catalunya.

## Descripció
És un edifici de caràcter religiós (en el seu origen fou noviciat de l'orde) de grans dimensions i de planta quadrada. La façana és articulada en quatre nivells i presenta simetria respecte a l'eix marcat pel portal d'accés. Té a la façana nombroses obertures de secció quadrada. En travessar el portal d'accés hom arriba a un espaiós claustre, articulat igualment en quatre nivells. Té adossada una església barroca, amb façana molt interessant acabada el 1750.

## Història
L'arribada dels escolapis a Moià fou el 1683, gràcies a la referència del prevere Jaume Buxó. La primera residència la van tenir al carrer de les Joies; passaren després al Raval de Dalt i per fi a l'actual enclavament al peu de la muntanya de la Creu. L'edifici actual data del s.XVIII (1703) i és el primer d'aquest orde que es va fundar a Espanya. L'any 1839 fou convertit en fortí contra les tropes carlines del comte d'Espanya. Fou restaurat i obert de nou a partir de 1854 gràcies al benefactor Jaume Torrents. Avui dia continua com a col·legi al qual acudeix joventut de tota la comarca.